# 英語で知ろうビジネスの世界 Let's Read the Nikkei in English
『実践！ Let's Read the Nikkei in English』（じっせん レッツ・リード・ザ・にっけい・イン・イングリッシュ）は、ラジオNIKKEI第1放送で毎週水曜23:30-23:50（再放送　放送された翌週の火曜11:35-11:55）に放送されている報道・教養番組である。

## 概要
2003年、日本英語検定協会の提供で放送開始。番組開始当初は「英語で知ろうビジネスの世界 Let's Read THE NIKKEI WEEKLY」で、2012年8月30日放送分から、タイトルに英検 Presentsの文言が付加された。 
日本経済新聞社発行の週刊英字新聞「日経ウィークリー」（原則月曜日発行）で取り上げている経済・政治などの注目トピックスについて、特に注目すべき英単語やキーワード等をピックアップし、それを基として「生きた英語」を身に付けることを目指している。
なお、日経ウィークリーが2013年9月30日発行で、新媒体「Nikkei Asian Review」へ移行するのに伴い休刊となったため、2013年10月10日の放送から題名を「英検Presents 英語で知ろうビジネスの世界 Let's Read the Nikkei in English」と改めリニューアルする。この番組では日経電子版の英語ページのウェブ記事を基にその中から注目の英単語をピックアップする。その題材は放送直前に番組のウェブサイトに公表する。
2014年7月17日放送分から「英検Presents 実践！グローバル・コミュニケーション Let's Read the Nikkei in English」と改題し、内容も英会話講座としての性格が強くなる。これに伴い、同放送分より金納ななえ（きんのう - ）が出演することとなった。
2017年3月30日放送分をもって日本英語検定協会がスポンサーから外れ、金納が降板。同年4月6日放送分よりタイトルから英検 Presentsの文言が削除され、また放送時間が30分から20分に短縮されて英会話講座としての性格が薄れた。さらに同年5月11日放送分より「実践！ Let's Read the Nikkei in English」と改題された。

## 出演者
- 解説　グレゴリー・クラーク（経済学者　多摩大学名誉学長）
- キャスター　多田記子（フリーアナウンサー）
- ネイティブスピーカー　ジェフリー・スイガム（英語講師）
- ネイティブスピーカー　金納ななえ（バイリンガルナレーター） ※2014年7月17日 - 2017年3月30日

番組中、スイガムを「英語ナレーター」として紹介している。